# Paulo Albarracín
Paulo Albarracín García (Callao, Provincia Constitucional del Callao, Perú, 30 de noviembre de 1989) es un futbolista peruano. Juega como mediocentro defensivo y actualmente está sin equipo. Tiene 35 años.

## Trayectoria
Paulo Albarracín se formó en las divisiones menores de la Academia Deportiva Cantolao, donde fue figura en la categoría 89. A inicios de 2008, fue contratado por el Budapest Honvéd de Hungría, donde primero integró el equipo de reserva y luego debutó profesionalmente ante el Újpest. Tras permanecer dos años en Europa y no ser tomado en cuenta, regresó al Perú para jugar por el Sport Boys del Callao.

### Alianza Lima
Para la temporada 2012, fichó por el Alianza Lima para jugar la Copa Libertadores 2012, aquel año fue uno de los que más jugó en el equipo, jugando así 34 partidos.

## Clubes
| Club              | País    | Año         |
| ----------------- | ------- | ----------- |
| Budapest Honvéd   | Hungría | 2008 - 2009 |
| Sport Boys        | Perú    | 2010 - 2011 |
| Alianza Lima      | Perú    | 2012 - 2015 |
| Real Garcilaso    | Perú    | 2016 - 2017 |
| Academia Cantolao | Perú    | 2017 - 2020 |

## Palmarés

### Campeonatos nacionales
| Título          | Club            | País    | Año  |
| --------------- | --------------- | ------- | ---- |
| Copa de Hungría | Budapest Honvéd | Hungría | 2009 |
| Torneo del Inca | Alianza Lima    | Perú    | 2014 |